# Parc al-Snoubari
Le parc al-Snoubari est un jardin public d'Alep, deuxième ville de Syrie au nord du pays. Il s'étend sur onze hectares pour une longueur de 600 mètres environ et une largeur de 170 mètres. Il se trouve dans le quartier de Bostan Pacha sur la rive droite de la rivière Quoueiq.
Ce parc a été inauguré par la municipalité en novembre 2011. Il aurait coûté près de six millions de dollars. Il possède un amphithéâtre de trois mille places.